# Инь Ци
Инь Ци (кит. упр. 殷琦, пиньинь Yin Qi, род. 15 октября 1992 года) — китайская конькобежка. Участница зимних Олимпийских игр 2022 года. 2-кратная чемпионка Китая на отдельных дистанциях в конькобежном спорте и чемпионка Китая на дистанции 1500 м в шорт-треке.

## Биография
Инь Ци родилась в семье, где её дед был лыжником, а родители и дядя — конькобежцы и тренеры. В возрасте 10 лет начала кататься на коньках, после просмотра олимпиады 2002 года, где блистала великая китайская шорт-трекистка Ян Ян. В тот же год она получила свою первую пару коньков для шорт-трека и записалась в любительскую спортивную школу. В 2009 году присоединилась к провинциальной команде Хэйлунцзяна.
В 2014 году Ци стала тренироваться под руководством Сюй Иннаня, раннее тренировавшего команду провинции Хэйлунцзяна. Она быстро начала превращаться в элитного спортсмена. На первых двух этапах Национальной лиги по шорт-треку в 2015 году с участием всех основных игроков сборной Инь Ци выступила блестяще: она уступила только Хань Юйтун и Чжоу Ян, выиграв бронзовую медаль в беге на 1000 метров. После этого она была выбрана в национальную сборную по шорт-треку.
в сезоне 2015/16 Инь вместе с командной завоевали серебряную медаль в эстафете на 3000 м на этапе Кубка мира в Нагое. Её лучшим личным результатом на Кубках мира стало 4-е место на дистанции 1500 м в Шанхае. В марте 2016 года она впервые выиграла чемпионат Китая по шорт-треку на дистанции 1500 м. Сезон 2017/18 она провела не лучшим образом и не смогла квалифицироваться на олимпиаду 2018 года, и 31 декабря 
2017 года заявила о завершении карьеры. После месяца отдыха и раздумий решила вернуться, но уже на длинные дистанции в конькобежный спорт.
Уже в 2019 году она одержала победу в масс-старте на чемпионате Китая по многоборью и дебютировала на кубке мира и на чемпионате мира на отдельных дистанциях в Инцелле, где заняла 5-е место в командной гонке и 7-е место в масс-старте. В марте на чемпионате Китая выиграла в командной гонке и стала 2-й в забеге на 1500 м. В 2020 году на чемпионате мира в Хамаре поднялась на 16-е место в сумме многоборья, а на отдельных дистанциях заняла лучшее 16-е место в масс-старте. 
В 2021 году Ци одержала победу на чемпионате Китая в забеге на 1500 м и заняла 4-е место в многоборье, а в апреле прошла отбор на олимпиаду 2022 года, заняв 1-е место на дистанции 1500 м и 3-е на 3000 м. В сезоне 2021/22 после нескольких этапов Кубка мира она участвовала во второй раз на зимних Олимпийских играх в Пекине и заняла 15-е места в забегах на 1000 и 1500 м.

## Награды
- 2011 год - названа Элитной спортсменкой национального класса Главным управлением спорта Китая.

## Личная жизнь
Инь Ци участвовала в Харбине в соревнованиях по дзюдо и выиграла золотую медаль.